# Манро, Джанет
Джа́нет Манро́ (англ. Janet Munro), настоящее имя — Джа́нет Ни́лсон Хо́рсбург (англ. Janet Neilson Horsburgh; 28 сентября 1934, Блэкпул, Ланкашир, Англия, Великобритания — 6 декабря 1972, Лондон, Англия, Великобритания) — английская актриса. Лауреат премии «Золотой глобус» (1960) в номинации «Самый многообещающий новичок среди женщин».

## Биография
Джанет Нилсон Хорсбург родилась 28 сентября 1934 года в Блэкпуле (графство Ланкашир, Англия, Великобритания) в семье актёра-комедиантка Алекса Манро (род.1911—ум.1986) и его жены Филлис Манро (в девичестве — Робертшоу; род.?—ум.1942), которые были женаты до смерти Филлис в 1942 году. Её отец после смерти её матери повторно женился на Лилиас Хорсбург и они были женаты до его смерти в 1986 году.

## Карьера
Джанет снималась в кино с 1957 года и до своей смерти в 1972 году, использовав в качестве творческого псевдонима фамилию Манро, эту же фамилию для псевдонима использовал её отец. Её дебютом в кино была роль Эффи из фильма «Небольшой отель» (1957), а её последней работой в кино стала роль Элизабет Кричтон в 5-ти эпизодах телесериала «Адам Смит» (1972). Всего за свою 15-летнюю кинокарьеру актриса снялась  в 25-ти фильмах и телесериалах.
В 1960 году Джанет получил премию «Золотой глобус» в номинации «Самый многообещающий новичок среди женщин», а в 1963 году стала номинанткой на премию «BAFTA» в номинации «Лучшая британская актриса» за роль Пэт Харрис из фильма «Жизнь для Рут» (1962).

## Личная жизнь
Джанет дважды была замужем и у неё было двое детей.
- Первый супруг — Тони Райт[англ.] (род.1925—ум.1986), актёр. Были женаты в 1956—1959 года.
- Второй супруг — Иэн Хендри (род.1931—ум.1984), актёр. Были женаты в 1963—1971 года. В этом браке она родила двух дочерей — Салли и Корри.

## Смерть
38-летняя Джанет скончалась 6 декабря 1972 года в «Whittington Hospital» от сердечного приступа, вызванного продолжительной борьбой с ишемической болезнью сердца.

## Фильмография
| Год       |   | Русское название                      | Оригинальное название                         | Роль                                                    |
| --------- | - | ------------------------------------- | --------------------------------------------- | ------------------------------------------------------- |
| 1957      | ф | Небольшой отель                       | Small Hotel                                   | Эффи                                                    |
| 1957      | с | ITV Телетеатр                         | ITV Television Playhouse                      | Элизабет Коллинс (1 серия)                              |
| 1957—1968 | с | Зал славы Hallmark                    | Hallmark Hall of Fame                         | Хелен Петигрью, Аманда, Твини (3 серии)                 |
| 1958      | ф | Ужас Тролленберга                     | The Trollenberg Terror                        | Анна Пилгрим                                            |
| 1958      | ф | Молодые и виновные                    | The Young and the Guilty                      | Сью Коннор                                              |
| 1958—1962 | с | Театр в кресле                        | Armchair Theatre                              | Энни, Элайн (4 серии)                                   |
| 1959      | ф | Дарби О'Гилл и маленький народ        | Darby O'Gill and the Little People            | Кэти О'Джил                                             |
| 1959      | ф | Третий человек на горе                | Third Man on the Mountain                     | Лисбет Хемпел                                           |
| 1959      | ф | Томми - Тореодор                      | Tommy the Toreador                            | Аманда                                                  |
| 1960      | ф | Швейцарская семья Робинзонов          | Swiss Family Robinson                         | Роберта (Берти)                                         |
| 1961      | ф | День, когда загорелась Земля          | The Day the Earth Caught Fire                 | Дженни Крейг                                            |
| 1962      | ф | Жизнь для сострадания                 | Life for Ruth                                 | Пэт Харрис                                              |
| 1963      | ф |                                       | Bitter Harvest                                | Дженни Джонс                                            |
| 1964      | ф | Игра в прятки                         | Hide and Seek                                 | Мэгги                                                   |
| 1964      | ф | Они все умерли, смеясь                | They All Died Laughing                        | Делиа Брукс                                             |
| 1964      | ф | Ограбление средь бела дня             | Daylight Robbery                              |                                                         |
| 1964      | ф | Веселый, плохой приятель              | A Jolly Bad Fellow                            |                                                         |
| 1967      | с | Тридцать минут театра                 | Thirty-Minute Theatre                         | Кэрол (1 серия)                                         |
| 1968      | ф | Себастьян                             | Sebastian                                     | Кэрол Фэнси                                             |
| 1968—1969 | с | Незнакомка из Уайлдфелл-Холла         | The Tenant of Wildfell Hall (1968 miniseries) | Хелен Грэхем (4 серии)                                  |
| 1971      | с | Пьеса дня                             | Play for Today                                | Мэйбел (1 серия)                                        |
| 1972      | ф | Крик волка                            | Cry Wolf                                      | Полли                                                   |
| 1972      | ф | Адам Смит                             | Adam Smith                                    | Элизабет Кричтон (5 серий)                              |
| 1985      | ф | Комедия Уолта Диснея и Волшебное Ревю | The Walt Disney Comedy and Magic Revue        | Роберта (короткометражка, хроника, в титрах не указана) |
| 1954—1992 | с | Диснейленд                            | Disneyland                                    | Джанет Хейл (хроника, в титрах не указана)              |